# Guy Dardenne
Guy Dardenne (ur. 19 października 1954 w Beauraing) – belgijski piłkarz występujący na pozycji pomocnika.

## Kariera klubowa
Dardenne zawodową karierę rozpoczynał w 1973 roku w Standardzie Liège. W 1975 roku zdobył z nim Puchar Ligi Belgijskiej. W 1976 roku odszedł do RAA Louviéroise. Potem występował z zespołach KSC Lokeren, RWD Molenbeek, Standard Liège, Club Brugge, ponownie Standard Liège, RFC Seraing, Francs Borains, UR Namur oraz RJ Rochefortoise, jednak z żadnym z nich nie odniósł już większych sukcesów.

## Kariera reprezentacyjna
W reprezentacji Belgii Dardenne zadebiutował 21 grudnia 1977 w przegranym 0:1 towarzyskim meczu z Włochami. W 1980 roku został powołany do kadry na mistrzostwa Europy. Nie rozegrał tam jednak żadnego spotkania, a Belgia zajęła 2. miejsce w turnieju. W latach 1977–1980 w drużynie narodowej Dardenne zagrał 11 razy.